# محمد حداد (ملاكم)
محمد حداد (مواليد 22 فبراير 1960) هو ملاكم سوري، مثّل بلاده في الألعاب الأولمبية الصيفية 1988.

## روابط خارجية
محمد حداد على موقع أوليمبيديا (الإنجليزية)